# Jacksonville, Florida
Jacksonville je največje mesto v ameriški zvezni državi Florida in središče Okrožja Duval. Od leta 1968 je največje mesto celinskih ZDA. Po oceni iz leta 2006 je imel 794.555 prebivalcev.